# Thành phố Port Phillip
Thành phố Port Phillip (tiếng Anh: City of Port Phillip) là một khu vực chính quyền địa phương ở tiểu bang Victoria, Úc, tọa lạc tại bờ phía bắc Vịnh Port Phillip và phía nam trung tâm thành phố Melbourne. Tại Tổng điều tra dân số năm 2011, thành phố có tổng diện tích 20,62 km² và số dân đạt 91.372 người.
Với lợi thế giáp biển, đồng thời nằm gần trung tâm thành phố, Port Phillip sở hữu nhiều khu vực giải trí, tham quan, và khu phố mua sắm ngoại ô lớn. Trong số này có các tuyến phố Bay Street (ở Port Melbourne), Victoria Avenue (ở Albert Park), Clarendon Street (ở South Melbourne), Armstrong Street (ở Middle Park), Fitzroy Street và Acland Street (ở St Kilda), Carlisle Street (ở Balaclava) và Ormond Road (ở Elwood). Thành phố cũng quản lý nhiều khu vực văn phòng, nhà xưởng nằm đan xen trên đường St Kilda Road và tại South Melbourne và Port Melbourne. Những năm 1990, thành phố đón nhận một lượng người nhập cư ồ ạt chủ yếu tại các khu vực giáp biển. Port Phillip có mạng lưới giao thông công cộng thuận tiện kết nối với các thành phố khác và khu trung tâm thành phố qua bốn tuyến xe điện mặt đất, hai nhà ga tàu điện cùng nhiều tuyến xe buýt khác.
Thành phố được thành lập vào tháng 6 năm 1994 từ việc sáp nhập ba thành phố lớn – thành phố St Kilda, một phần thành phố South Melbourne, phần lớn thành phố Port Melbourne – cùng phần diện tích của thành phố Prahran cũ.
Khi vừa mới thành lập, Port Phillip nằm dưới quyền quản lý của Ủy viên Des Clarke và hai ủy viên khác do chính quyền tiểu bang chỉ định. Cuộc bầu cử hội đồng thành phố đầu tiên được tổ chức tháng 3 năm 1996. Địa giới hành chính của Port Phillip giáp công viên White Reserve và đường Todd Road ở phía tây, Đường cao tốc West Gate, Đại lộ Kings Way và đường Dorcas Street ở phía bắc, các Đường St Kilda Road, High Street, Punt Road, Queens Way, Dandenong Road, Orrong Road, Inkerman Street, Hotham Street, Glen Huntly Road, St Kilda Street và Head Street ở phía đông và bờ vịnh Port Phillip ở phía nam. Về khu vực chính quyền địa phương, thành phố giáp với bốn khu vực khác gồm Thành phố Melbourne, Thành phố Bayside, Thành phố Glen Eira và Thành phố Stonnington.
Hội đồng thành phố có văn phòng tại các tòa thị chính St Kilda, Port Melbourne và South Melbourne. Hội đồng thành phố chịu trách nhiệm điều hành và quản lý nhiều thư viện cộng đồng, nhà trẻ, công viên, sân chơi thiếu nhi và nhiều trung tâm cộng đồng trong vùng.

## Trường học
- Albert Park Primary School
- Elwood Primary School[liên kết hỏng]
- Galilee Regional Primary School Lưu trữ ngày 30 tháng 4 năm 2001 tại Wayback Machine (trường Công giáo)
- Middle Park Primary School
- Port Melbourne Primary School
- St Kilda Park Primary School
- St Kilda Primary School
- Albert Park Secondary College Lưu trữ ngày 22 tháng 8 năm 2006 tại Wayback Machine.
- Elwood Secondary College
- Mac.Robertson Girls' High School
- St Michael's Grammar School (thuộc Giáo hội Anh giáo)

## Văn phòng thành phố

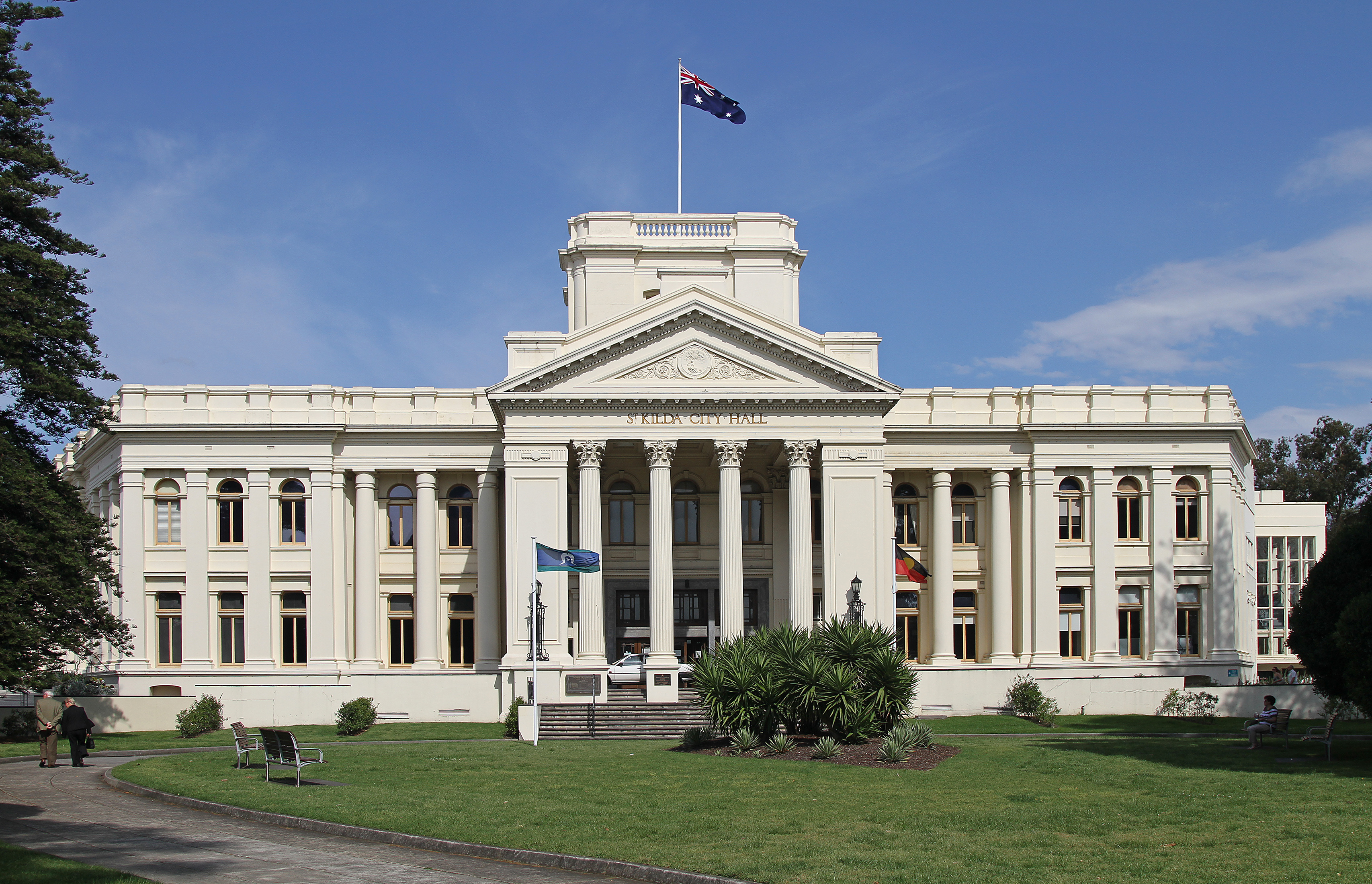
Tòa thị chính St Kilda

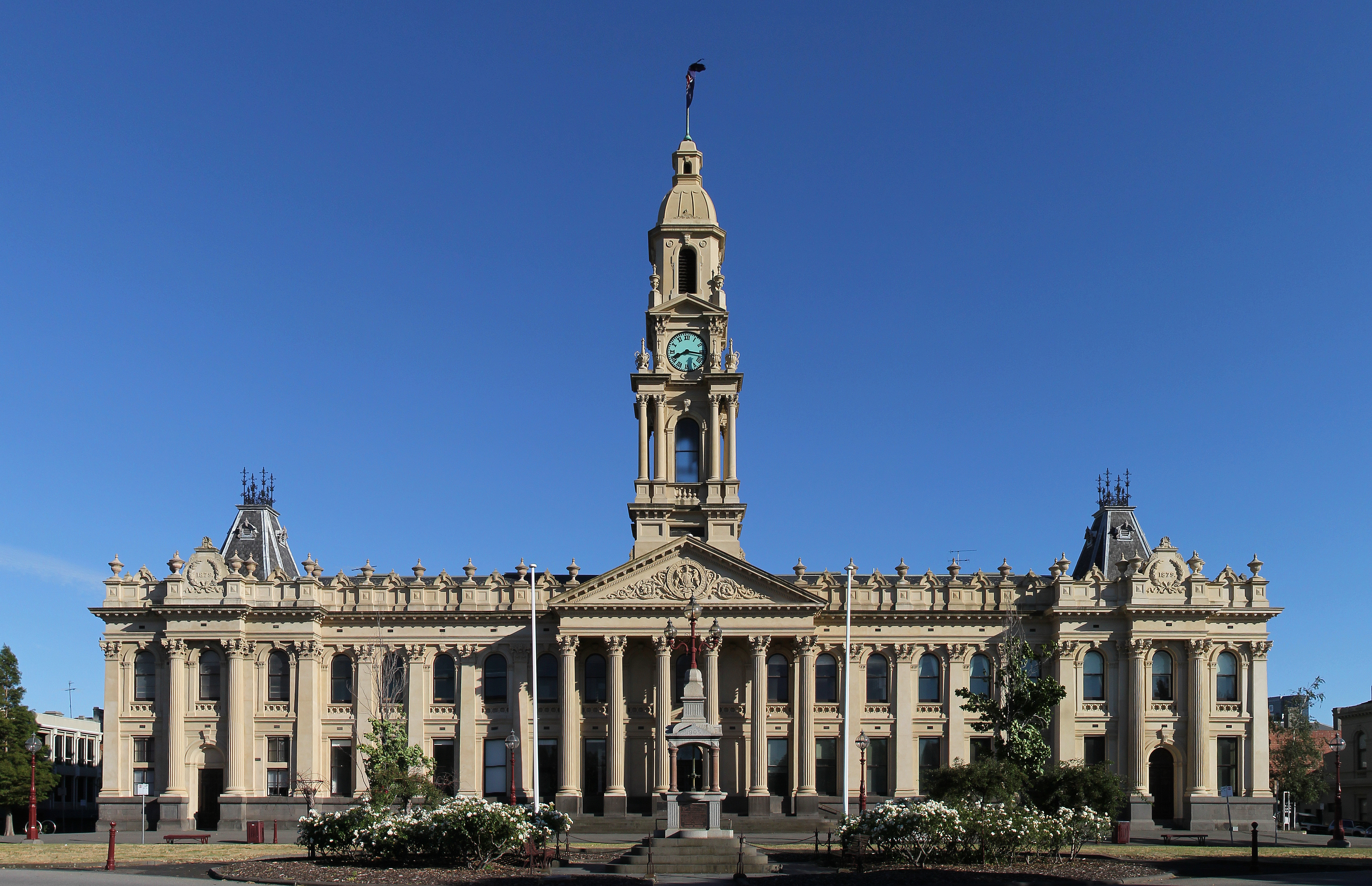
Tòa thị chính South Melbourne

- Tòa thị chính St Kilda
- Tòa thị chính South Melbourne
- Tòa thị chính Port Melbourne

## Thư viện

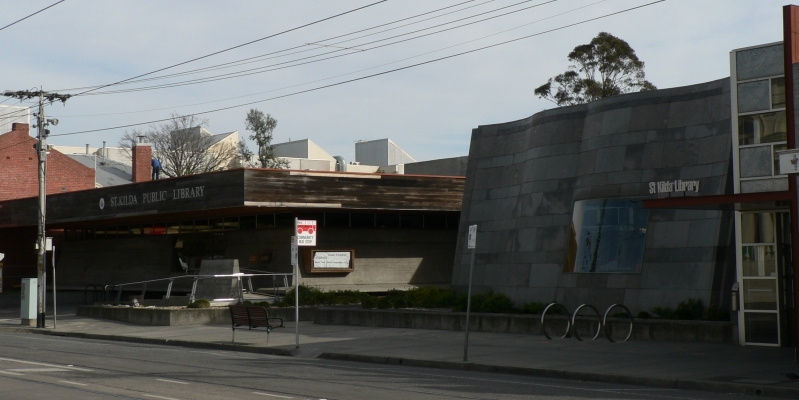
Thư viện Công cộng St Kilda

- Albert Park
- Emerald Hill (South Melbourne)
- Middle Park
- Port Melbourne
- St Kilda

## Các cơ quan, tổ chức
- Trung đoàn Pháo binh Hoàng gia, (2/10 Medium Regiment) (Army Reserve, Chapel Street, St Kilda East)
- Học viện Âm nhạc Quốc gia Úc (South Melbourne, tại Tòa thị chính South Melbourne)
- Tòa thị chính Thành phố Port Phillip, tại Tòa thị chính St Kilda cũ.
- Giáo đường Tổng giáo phận Chính thống Hy Lạp Victoria (South Melbourne)
- Đền thờ Hare Krishna Temple (Albert Park)
- Câu lạc bộ Bóng đá Úc South Melbourne

## Các lễ hội lớn
- Gay Pride March (tại Fitzroy Street và Catani Gardens, St Kilda)
- Giải đua ô tô Công thức 1 Úc (Công viên Albert Park), là giải đua xe thể theo quốc tế diễn ra trong 4 ngày đầu tháng 3; thường được tổ chức trong dịp lễ Lao động và Lễ hội Moomba.
- Lễ hội St Kilda ở khu vực bờ biển từ đường Fitzroy đến Esplanade, thu hút 300.000 người tham dự. Lễ hội tiêu tốn khoảng 1.5 triệu đô-la ngân sách hàng năm.
- Liên hoan phim St Kilda : trình chiếu 100 phim ngắn của Úc, Cuộc thi phim ca nhạc Úc SoundKILDA, các phim nước ngoài, hội thảo về điện ảnh v.v...)
- Liên hoan các nhà văn St Kilda.

## Các vùng nội ô
- Albert Park
- Balaclava
- Beacon Cove (khu phố trong vùng Port Melbourne)
- Elwood
- Garden City (khu phố trong vùng Port Melbourne)
- Middle Park
- Port Melbourne (có một phần nằm trong Thành phố Melbourne)
- Ripponlea
- Southbank (có một phần nằm trong Thành phố Melbourne)
- South Melbourne
- South Wharf (có một phần nằm trong Thành phố Melbourne)
- St Kilda
- St Kilda East (có một phần nằm trong Thành phố Glen Eira)
- St Kilda Road
- St Kilda West
- Windsor (có một phần nằm trong Thành phố Stonnington)

## Hội đồng

### Thành phần hội đồng đương nhiệm
Hội đồng Thành phố Port Phillip gồm bảy thành viên được bầu chọn từ bảy phường hành chính trong vùng. Tất cả các nghị viên giữ nhiệm kỳ 4 năm, trong đó, vị trí Thị trưởng do các nghị viên bầu chọn tại kỳ họp đầu tiên của hội đồng nhiệm kỳ mới.
Thị trưởng đương nhiệm là Bà Amanda Stevens và Phó thị trưởng là Bernadene Voss, được tín nhiệm năm 2012. Dưới đây là danh sách Hội đồng thành phố nhiệm kỳ 2012 - 2016: Stevens is the Mayor and Bernadene Voss Deputy Mayor:
| Phường       | Đảng | Đảng               | Nghị viên      | Ghi chú        |
| ------------ | ---- | ------------------ | -------------- | -------------- |
| Albert Park  |      | Community Alliance | Amanda Stevens | Thị trưởng     |
| Carlisle     |      | unChain            | Vanessa Huxley |                |
| Catani       |      | unChain            | Serge Thomann  |                |
| Emerald Hill |      | Community Alliance | Anita Horvath  |                |
| Junction     |      | Tự do              | Andrew Bond    |                |
| Point Ormond |      | unChain            | Jane Touzeau   |                |
| Sandridge    |      | Community Alliance | Bernadene Voss | Phó thị trưởng |

## Thành phố kết nghĩa
- Devonport, Tasmania (thành phố bên kia Eo biển và là đích đến của chuyến phà Spirit of Tasmania nối Port Melbourne với Tasmania)
- Obu, Aichi, Nhật Bản  Lưu trữ ngày 30 tháng 10 năm 2009 tại Wayback Machine